# Erinnerungsstätte Matthias Erzberger
Die Erinnerungsstätte Matthias Erzberger ist ein Museum zu Ehren des Zentrumspolitikers Matthias Erzberger im Münsinger Stadtteil Buttenhausen. Die Ausstellung befindet sich im Geburtshaus Erzbergers und wurde vom Haus der Geschichte Baden-Württemberg erarbeitet. Als Wegbereiter der Erinnerungsstätte gilt der damalige baden-württembergische Staatsminister Christoph Palmer.

## Geschichte
Im Juni 2001 regte der baden-württembergische Ministerpräsident Erwin Teufel in einer Regierungserklärung an, eine Erinnerungsstätte für Matthias Erzberger zu errichten. Die Stadt Münsingen erwarb das Geburtshaus Erzbergers im heutigen Ortsteil Buttenhausen. Mit Mitteln der Landesstiftung, der Wüstenrot-Stiftung, der Bausparkasse Wüstenrot, der Stiftung Landesbank Baden-Württemberg und des Landkreises Reutlingen konnte das Haus saniert, umgebaut und eingerichtet werden.
Das Haus der Geschichte Baden-Württemberg erhielt den Auftrag, eine Ausstellung zum Leben von Matthias Erzberger zu erarbeiten und zu realisieren. Die Ausstellungsgestaltung übernahm das Atelier Brückner in Stuttgart.
Am 20. September 2004 wurde die Erinnerungsstätte durch Ministerpräsident Teufel eröffnet. Die Stadt Münsingen ist Träger der Erinnerungsstätte. Das Haus der Geschichte Baden-Württemberg betreut die Ausstellung, der Geschichtsverein Münsingen übernimmt die Aufsicht und Führungen.

## Ausstellung

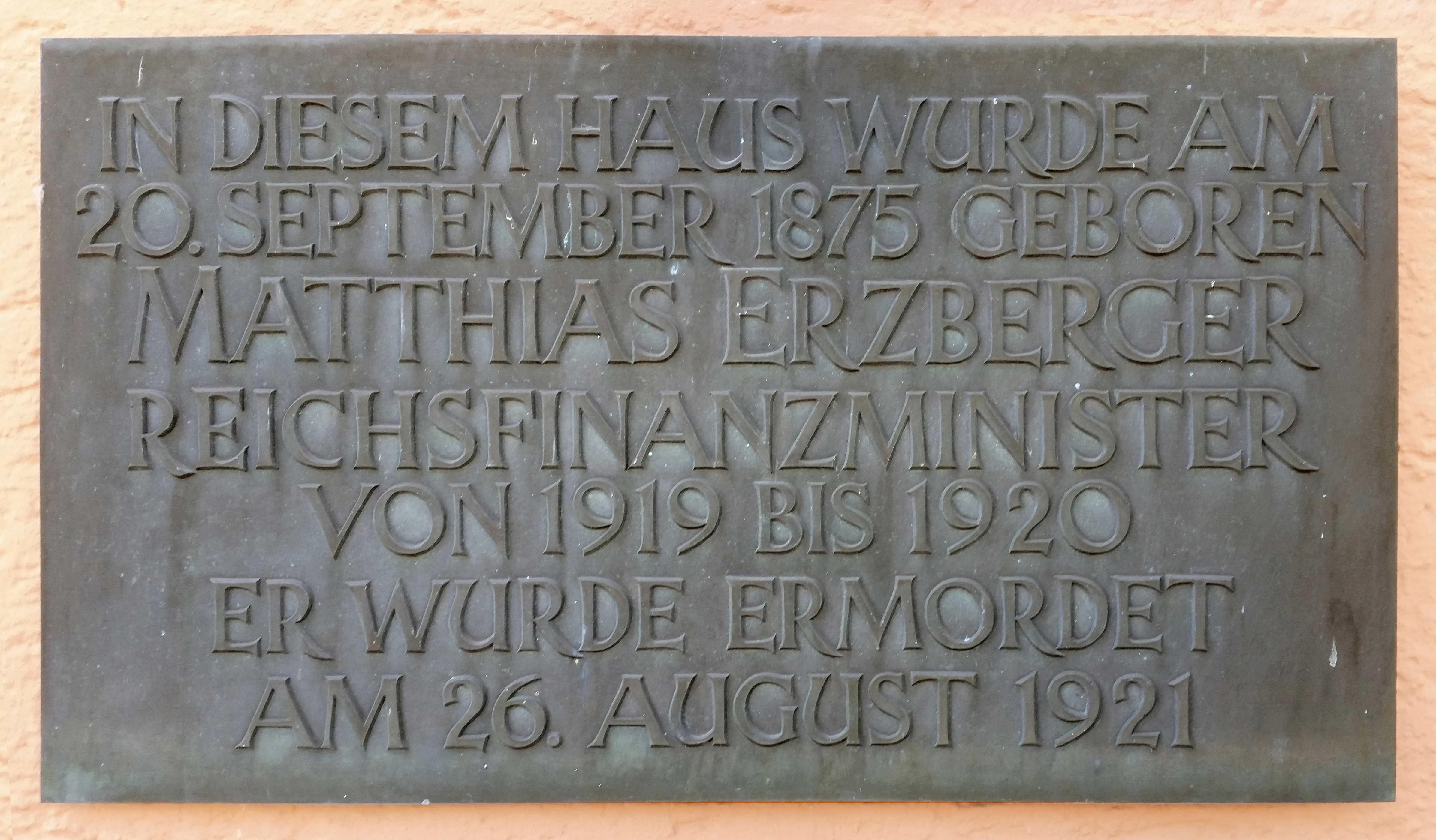
Tafel am Geburtshaus

Die Ausstellung erzählt in elf Stationen vom Leben des Politikers Matthias Erzberger. In seinem Geburtshaus sollen szenisch gestaltete Räume mit originalen Ausstellungsstücken historische Zusammenhänge erfahrbar machen und von Erzbergers politischem Wirken und der umkämpften Erinnerung an ihn erzählen.

## Erzberger-Jahr 2011
Anlässlich des 90. Todestages von Matthias Erzberger erinnerte das Haus der Geschichte Baden-Württemberg 2011 in Zusammenarbeit mit Kommunen, Einzelpersonen und anderen Institutionen mit einer Veranstaltungsreihe an den Politiker.

## Erzberger-Jahr 2021
Anlässlich des 100. Todestages von Matthias Erzberger erinnert das Haus der Geschichte Baden-Württemberg 2021 in Zusammenarbeit mit Kommunen, Einzelpersonen und anderen Institutionen mit einer Veranstaltungsreihe an den Politiker.